# Młodzieżowe Indywidualne Mistrzostwa Szwecji na Żużlu 1992
Młodzieżowe Indywidualne Mistrzostwa Szwecji na Żużlu 1992 – cykl turniejów żużlowych, mających wyłonić najlepszych szwedzkich żużlowców w kategorii do 21 lat, w sezonie 1992. Tytuł wywalczył Mikael Karlsson. 

## Finał
- Linköping 12 września 1992

| Msc. | Zawodnik           | Klub       | Pkt |  |  |
| ---- | ------------------ | ---------- | --- |  |  |
| 1    | Mikael Karlsson    | Ornarna    | 15  |  |  |
| 2    | Stefan Andersson   | Dackarna   | 13  |  |  |
| 3    | Niklas Klingberg   | Ornarna    | 12  |  |  |
| 4    | Mats Malmberg      | Getingarna | 11  |  |  |
| 5    | Stefan Ekberg      | Filbyterna | 10  |  |  |
| 6    | Marcus Andersson   | Griparna   | 9   |  |  |
| 7    | Robert Eriksson    | Valsarna   | 8   |  |  |
| 8    | Jonas Grönstrand   | Masarna    | 8   |  |  |
| 9    | Robert Johansson   | Skepparna  | 6   |  |  |
| 10   | Tomas Olsson       | Ornarna    | 6   |  |  |
| 11   | Magnus Zetterström | Vargarna   | 6   |  |  |
| 12   | Joakim Karlsson    | Skepparna  | 5   |  |  |
| 13   | Johan Andersson    | Vargarna   | 4   |  |  |
| 14   | Mathias Karlsson   | Vargarna   | 3   |  |  |
| 15   | Jörgen Hultgren    | Skepparna  | 2   |  |  |
| 16   | Fredrik Possnert   | Smederna   | 0   |  |  |